# L'assassino della domenica
L'assassino della domenica (Tomorrow Never Comes) è un film del 1978 diretto da Peter Collinson. Il film è conosciuto in Italia anche con il titolo Senza domani.
È un film poliziesco a sfondo drammatico canadese e britannico con Oliver Reed, Susan George e Raymond Burr.

## Trama
Nel corso della lotta per questo sviluppo, le tensioni tra Frank e Janie aumentano senza controllo fino a quando non la tiene in ostaggio in una situazione di stallo con la polizia.

## Produzione
Il film, diretto da Peter Collinson su una sceneggiatura di Jack Seddon, Sydney Banks e David Pursall con il soggetto di Pursall e Seddon, fu prodotto da Michael Klinger e Julian Melzack per la J. Arthur Rank Productions e girato a Laval e a Montréal, in Canada.

## Distribuzione
Il film fu distribuito con il titolo Tomorrow Never Comes nel Regno Unito dal 2 marzo 1978 al cinema dalla J. Arthur Rank Productions e in Canada dal 23 febbraio 1979 dalla Cinépix Film Properties.
Altre distribuzioni:
- in Norvegia il 19 gennaio 1979
- in Unione Sovietica nell'agosto del 1979 (Moscow Film Festival)
- in Finlandia il 31 agosto 1979 (Pääteasema)
- in Colombia il 7 maggio 1980 (Tensión al amanecer)
- in Danimarca (Dødens sikre bytte)
- in Polonia (Jutra nie bedzie)
- in Italia (L'assassino della domenica)
- in Spagna (Mañana no amanecerá)
- in Germania Ovest (Morgen gibt es kein Erwachen)
- in Brasile (O Amanhã Não Virá)
- in Grecia (Synagermos gia ena dolofono)

## Critica
Secondo il Morandini il film è "un melodramma effettistico piuttosto insensato" con un cast sprecato.

## Promozione
La tagline è: "...A Story of Today... ".